# M. J. Bassett
M. J. Bassett es una guionista, directora y productora británica de cine y televisión. Comenzó su carrera dirigiendo las películas de terror de culto Deathwatch (2002) y Wilderness (2006). También dirigió la fantasía oscura Solomon Kane (2009) y la adaptación del videojuego Silent Hill: Revelation (2012). Desde 2012, ha trabajado como directora, guionista y productora en series de televisión como Strike Back, Ash contra el Mal, Power y Altered Carbon.

## Biografía
M. J. nació y se crio en Newport, en Shropshire, en West Midlands, Reino Unido, donde fue educada en la escuela media de Adams. Bassett de niña quería ser un veterinario de vida silvestre en África. A la edad de 16 años, dejó la escuela y se convirtió en asistente de un director de cine sobre vida silvestre, donde iba a pasar 18 meses de aprendizaje en fotografía y la cinematografía.
Después de un tiempo como asistente, decidió volver a la escuela, con la esperanza de conseguir un grado de zoología. Una vez de regreso en la escuela, Bassett escribió a una variedad de productores de televisión en busca de trabajo como presentadora de la naturaleza. Con el tiempo, Bassett fue contactada por Janet Street Porter, después de que comenzó a trabajar como presentadora en el programa de niños Get Fresh en la que presentó segmentos de la naturaleza. 
Después de Scally TV produjo varios cortometrajes para la televisión abierta. Al mismo tiempo, trabajó en guiones de largometraje para tratar de captar la atención de los productores. Después de un período de años, finalmente consiguió atención con un guion titulado No Man's Land. Muchos estudios ofrecieron comprar el guion, pero Bassett estaba decidida a dirigir su película. Con el tiempo, una empresa aceptó y la película fue retitulada Deathwatch. 
Trabajó en Silent Hill: Revelation 3D y Saint Mary's, que se estrenó en 2012.

## Carrera
| Año  | Título                     | Formato  | Rol                                           | Notas             |
| ---- | -------------------------- | -------- | --------------------------------------------- | ----------------- |
| 1995 | Bugs                       | Serie    | Guionista.                                    |                   |
| 1997 | Shooting Fish              | Película | Productor ejecutivo y asistente de vestuario. |                   |
| 1998 | Waking Ned                 | Película | Director ejec. y productor ejecutivo.         |                   |
| 2001 | Gabriel & Me               | Película | Director.                                     |                   |
| 2002 | Doctor Sleep               | Película | Asistente de sonido.                          |                   |
| 2002 | The Abduction Club         | Película | Ayudante de dirección.                        |                   |
| 2002 | Deathwatch                 | Película | Director y guionista.                         | [ 3 ]             |
| 2006 | Wilderness                 | Película | Director.                                     |                   |
| 2009 | Solomon Kane               | Película | Director y guionista.                         | [ 4 ] [ 5 ] [ 6 ] |
| 2011 | Silent Hill: Revelation 3D | Película | Director y guionista.                         | [ 7 ] [ 8 ] [ 9 ] |